# Medoria agilis
Medoria agilis là một loài ruồi trong họ Tachinidae.